# گونسلسدورف
گونسلسدورف (به آلمانی: Günselsdorf) یک منطقهٔ مسکونی در اتریش است که در ناحیه بادن واقع شده‌است. گونسلسدورف ۱٬۷۵۶ نفر جمعیت دارد.